# Campeonato Mundial de Flag Football
El campeonato del mundo de flag football es una competición de flag football organizada por la Federación Internacional de Fútbol Americano (IFAF) que se disputa cada dos años desde 2002.

## Historial
| Campeonato del Mundo de Flag Football | Campeonato del Mundo de Flag Football     | Campeonato del Mundo de Flag Football | Campeonato del Mundo de Flag Football |
| Año                                   | Sede                                      | Campeón masculino                     | Campeón femenino                      |
| ------------------------------------- | ----------------------------------------- | ------------------------------------- | ------------------------------------- |
| 2002                                  | Viena (Austria)                           | Austria                               | Suecia                                |
| 2004                                  | Suiza                                     | Austria                               | México                                |
| 2006                                  | Daegu (Corea del Sur)                     | Francia                               | Francia                               |
| 2008                                  | Saint-Jean-sur-Richelieu (Quebec)(Canadá) | Canadá                                | México                                |
| 2010                                  | Ottawa (Canadá)                           | Estados Unidos                        | Canadá                                |
| 2012                                  | Suecia                                    | Austria                               | México                                |
| 2014                                  | Italia                                    | Estados Unidos                        | Canadá                                |
| 2016                                  | Miami (Estados Unidos)                    | Estados Unidos                        | Panamá                                |
| 2018                                  | Panamá                                    | Estados Unidos                        | Estados Unidos                        |
| 2021                                  | Israel                                    | Estados Unidos                        | Estados Unidos                        |
| 2022                                  | Birmingham (Estados Unidos)               | Estados Unidos                        | México                                |
| 2024                                  | Finlandia                                 | Estados Unidos                        | Estados Unidos                        |